# Българско шапиче
Българското шапиче (Alchemilla bulgarica) е вид растение, принадлежащо към семейство Розови. Включено е в списъка на лечебните растения съгласно Закона за лечебните растения.
Видът е местен за Балканския полуостров и вирее предимно в умерен климат.